# Vibonati
Vibonati – miejscowość i gmina we Włoszech, w regionie Kampania, w prowincji Salerno.
Według danych na rok 2004 gminę zamieszkiwało 3018 osób, 150,9 os./km².